# Chery Fulwin

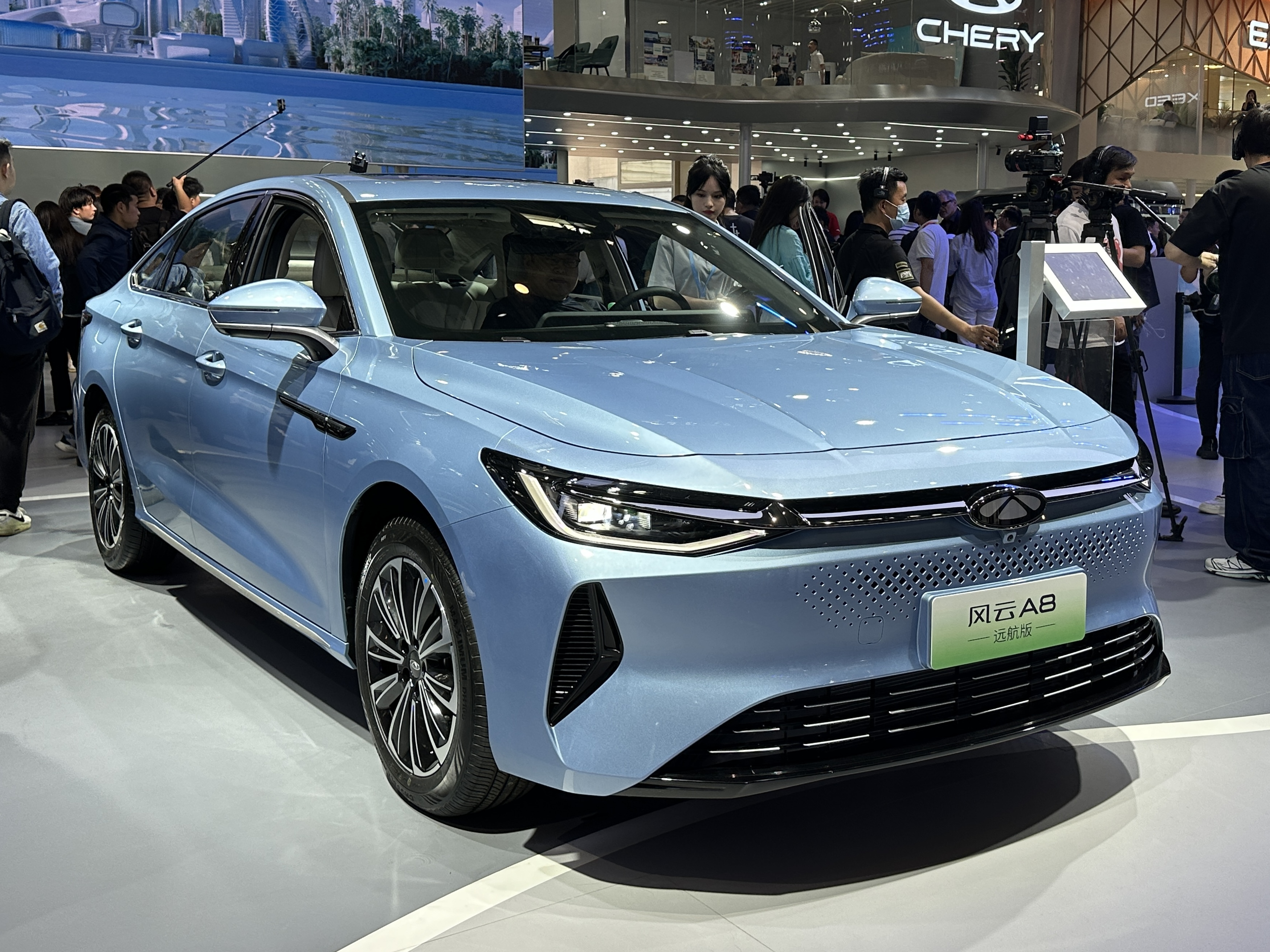
Chery Fulwin A8 (2023)

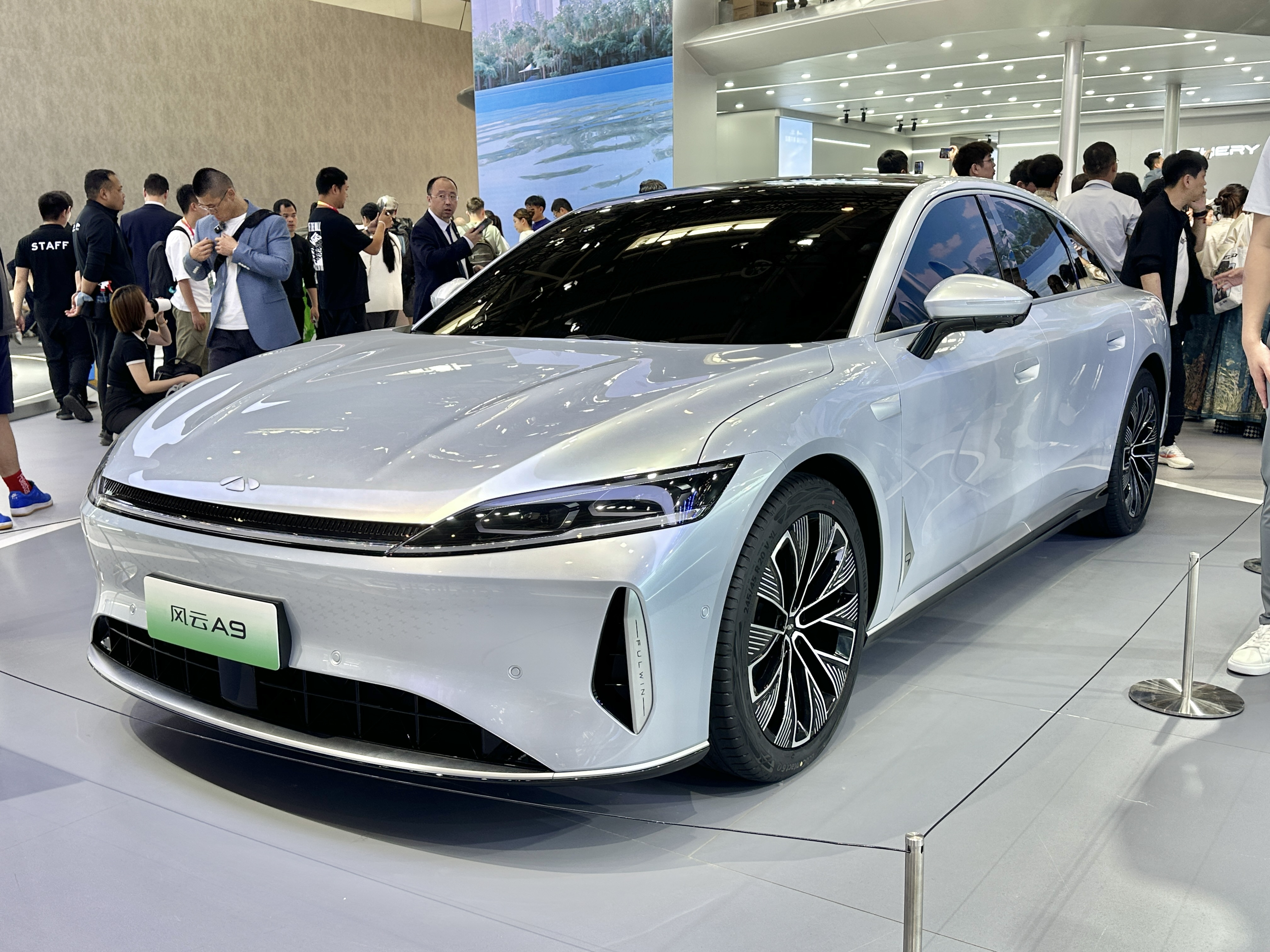
Chery Fulwin A9 (2024)

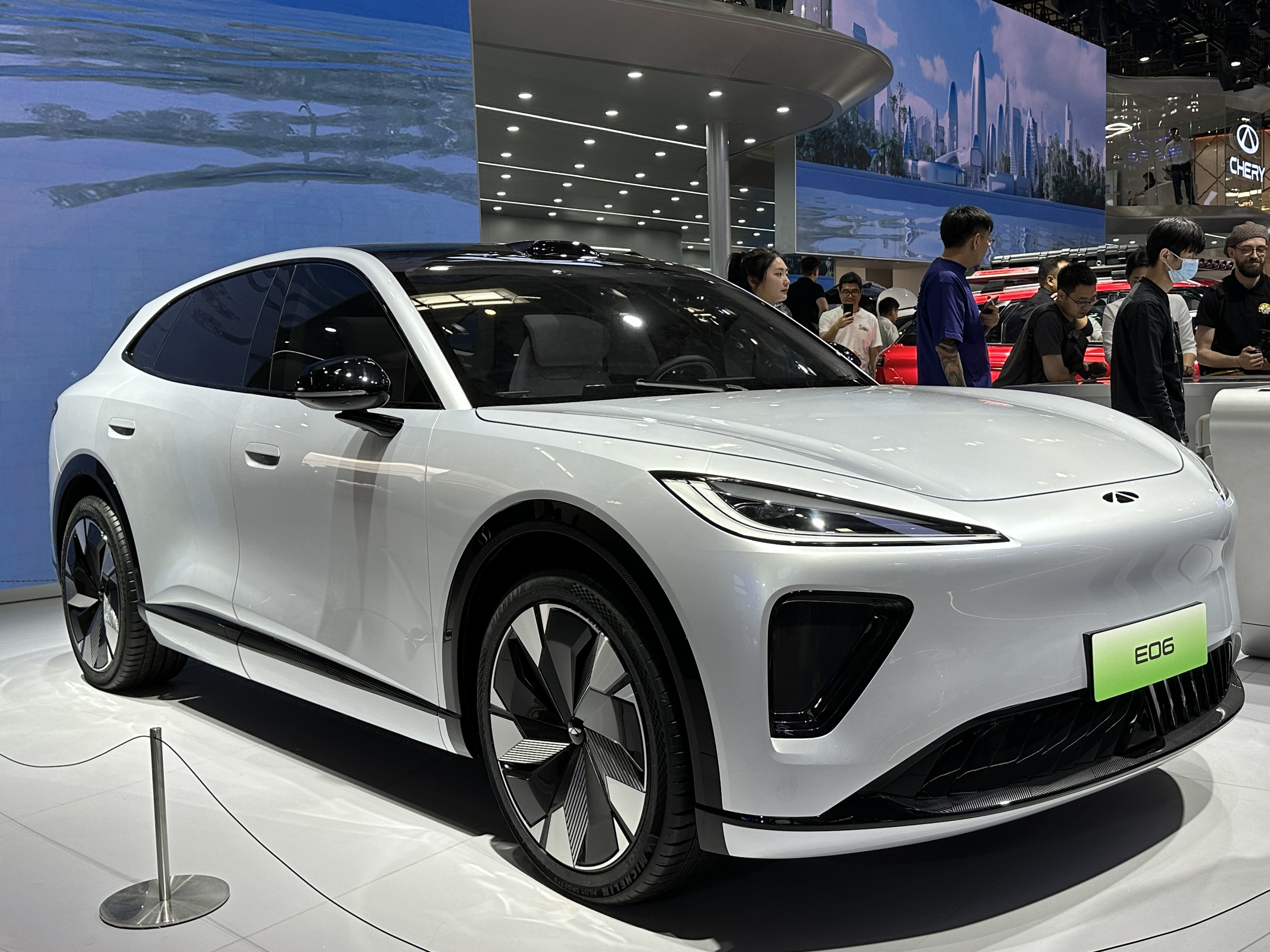
Chery Fulwin E06 (2024)

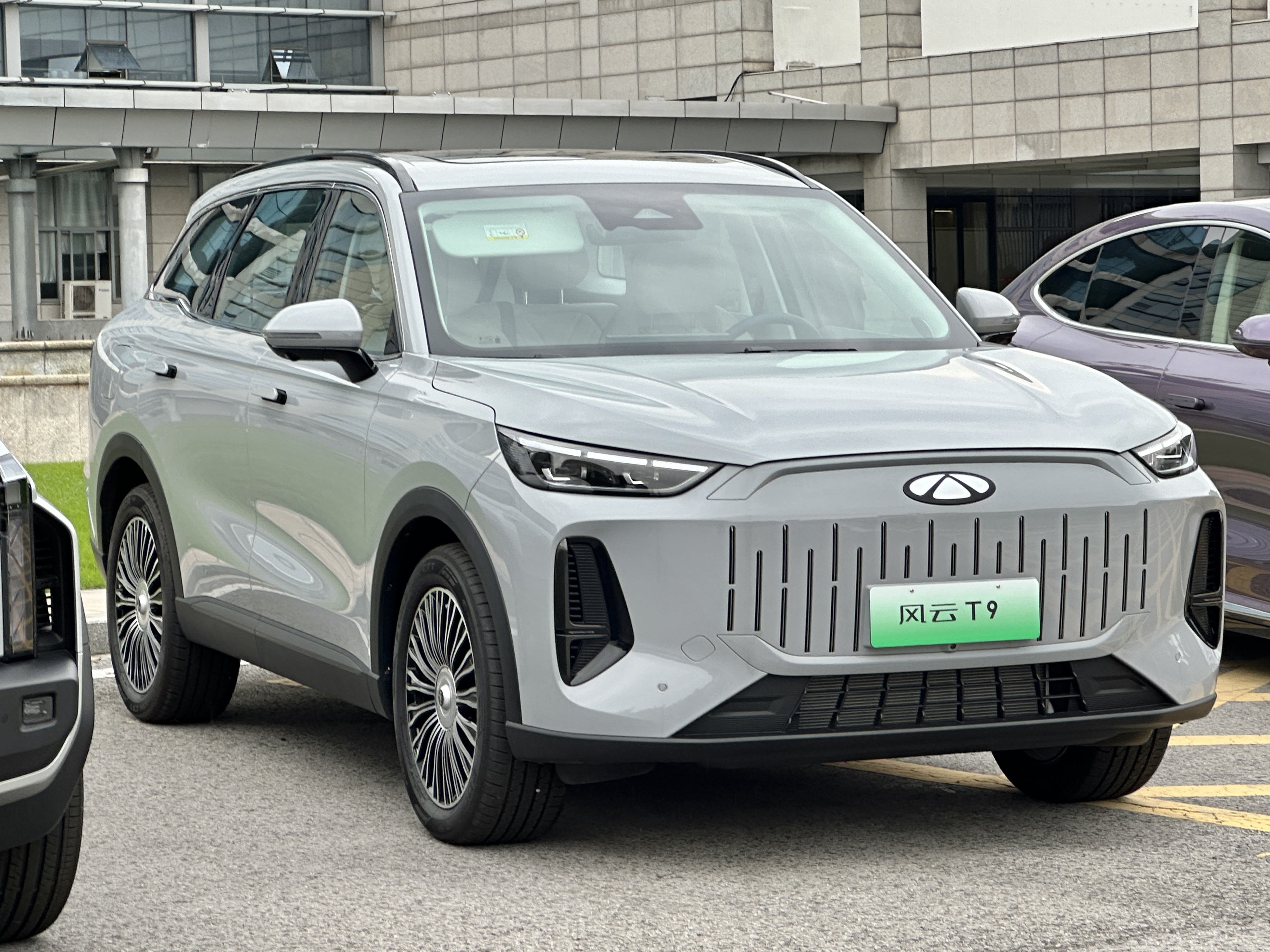
Chery Fulwin T9 (2024)

Chery Fulwin (chiń. upr. 奇瑞风云) – chiński producent samochodów hybrydowych i elektrycznych, z siedzibą w Wuhu, działający od 2023 roku. Należy do chińskiego koncernu Chery Automobile.

## Historia
W listopadzie 2023 podczas specjalnego zamkniętego wydarzenia w Pekinie Chery Automobile zainaugurował uruchomienie nowej filii Chery Fulwin. W ten sposób, przywrócono do użytku nazwę stosowaną w przeszłości dla pojedynczych, tanich samochodów w pierwszych latach działalności chińskiej firmy z lat 2000. Tym razem Fulwin stał się rozbudowaną linią różnej wielkości, pozycjonowanych wyżej zelektryfikowanych sedanów oraz SUV-ów, a wstępem do planowanej gamy zostały bliskie produkcyjnej formy prototypy zwiastujące flagową limuzynę A9 i SUV-a T11.
Na początku 2024 roku Chery Fulwin rozpoczęło oficjalną sprzedaż swoich modeli na rodzimym rynku chińskim, poczynając od produktów będących hybrydowymi pochodnymi istniejących już spalinowych produktów Chery Automobile jak Chery Arrizo 8 czy Chery Tiggo 9. Po stopniowej rozbudowie o kolejne produkty, Chery Fulwin przedstawił zarazem produkty pozbawione odpowiedników w ofercie macierzystego Chery, poczynając od w pełni elektrycznego SUV-a Fulwin E06, i sedana Fulwin E05, by w trzecim kwartale 2024 przedstawić seryjne warianty flagowych, hybrydowych modeli również opracowanych specjalnie dla filii: A9 i T11.
W listopadzie 2024 roku podczas międzynarodowych targów samochodowych w Katonie koncern Chery Automobile zapowiedział dalsze plany odróżnienia oferty Chery Fulwin od macierzystego portfolio, prezentując studyjne wariacje na temat elektrycznego kombi oraz minivana.

## Modele samochodów

### Obecnie produkowane

#### Samochody osobowe
- A8
- A8L
- A9

#### SUV-y i crossovery
- T6
- T8
- T9
- T10
- T11

#### Samochody elektryczne
- E05
- E06

### Studyjne
- Chery Fulwin A9 (2023)
- Chery Fulwin T11 (2023)
- Chery Fulwin Liefeng (2024)
- Chery Fulwin Jinyun (2024)